# Susan Blackmore

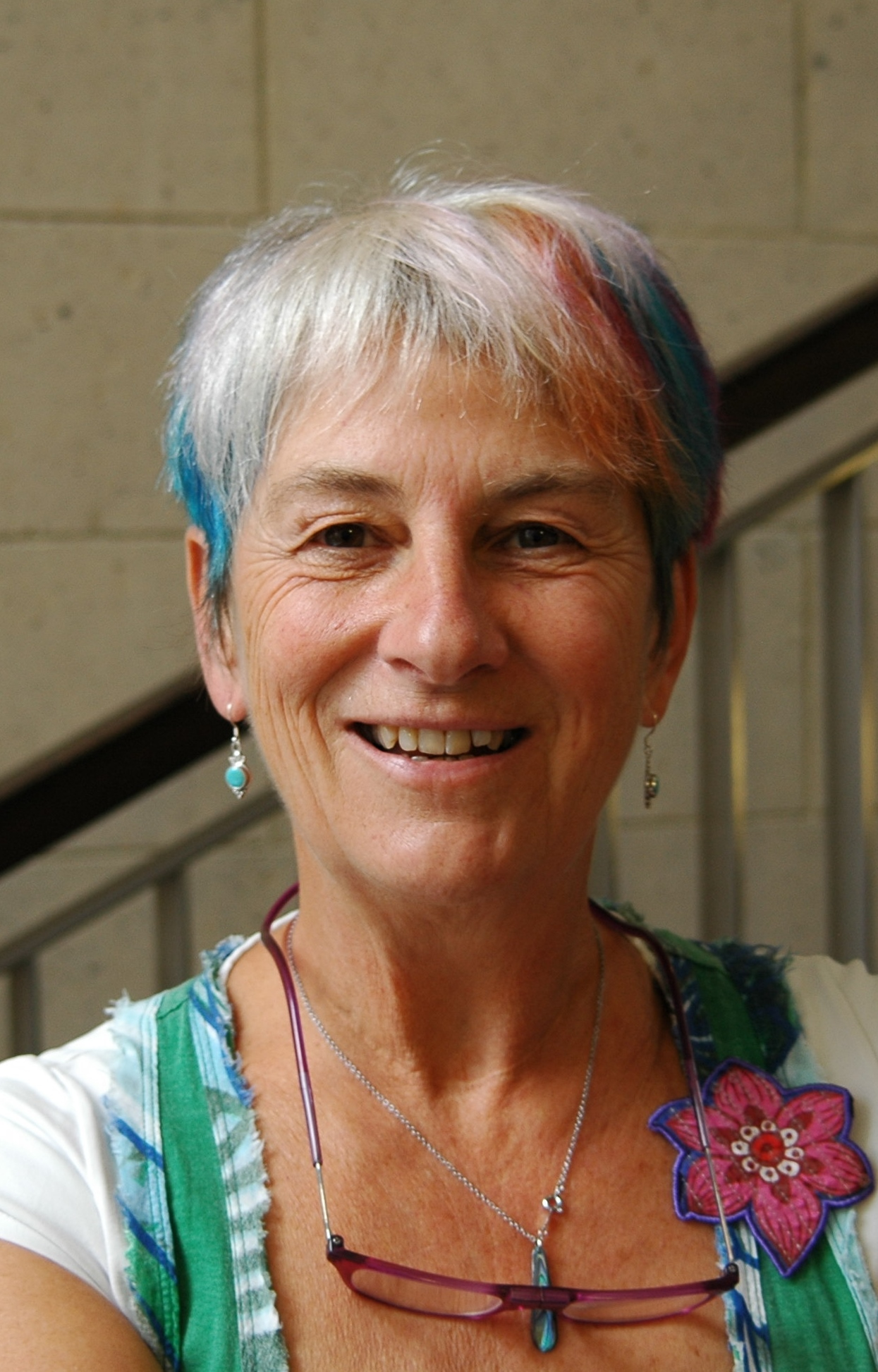
Susan Blackmore (2014)

Susan Blackmore, właściwie Susan Jane Blackmore (ur. 29 lipca 1951 w Londynie) – brytyjska psycholog i memetyk, pracownik University of the West of England.
Susan Blackmore wpierw studiowała na Uniwersytecie Oksfordzkim, gdzie uzyskała licencjat z zakresu psychologii i fizjologii. Magisterium z psychologii środowiskowej i doktorat z parapsychologii obroniła na Uniwersytecie w Surrey.
Jest znana głównie z książki Maszyna memowa (ang. The Meme Machine), w której szeroko opisuje teorię memetyki.

## Kariera
W 1973 r. Susan Blackmore kształciła się prywatnie w Queensmore School, a następnie ukończyła St Hilda's College w Oksfordzie, uzyskując tytuł BA (z wyróżnieniem) w dziedzinie psychologii i fizjologii. W 1974 roku uzyskała tytuł magistra psychologii środowiskowej na Uniwersytecie w Surrey. W 1980 roku uzyskała tytuł doktora parapsychologii na tym samym uniwersytecie; jej praca doktorska nosiła tytuł "Postrzeganie pozazmysłowe jako proces poznawczy". W latach 80. Blackmore przeprowadziła eksperymenty z psychokinezą, aby sprawdzić, czy jej mała córka, Emily, może wpływać na generator liczb losowych. Eksperymenty te zostały wspomniane w książce towarzyszącej serialowi telewizyjnemu Arthur C. Clarke's World of Strange Powers. Blackmore wykładał na Uniwersytecie Zachodniej Anglii w Bristolu do 2001 roku. Po spędzeniu czasu na badaniach nad parapsychologią i zjawiskami paranormalnymi, jej stosunek do tej dziedziny zmienił się z przekonania na sceptycyzm. W 1987 roku Blackmore napisała, że miała doświadczenie pozacielesne (ang. OOBE) krótko po tym, jak zaczęła prowadzić Oxford University Society for Psychical Research (OUSPR):
W ciągu kilku tygodni nie tylko dowiedziałam się wiele o okultyzmie i zjawiskach paranormalnych, ale miałam też doświadczenie, które miało wywrzeć na mnie trwały wpływ - doświadczenie poza ciałem (OBE). Zdarzyło się to, gdy byłam przytomna, siedząc i rozmawiając z przyjaciółmi. Trwało ono około trzech godzin i obejmowało wszystko, od typowej "projekcji astralnej", ze srebrnym sznurem i duplikatem ciała, do swobodnego latania, a w końcu do doświadczenia mistycznego. Było dla mnie jasne, że doktryna projekcji astralnej, z jej ciałami astralnymi unoszącymi się na płaszczyznach astralnych, była intelektualnie niesatysfakcjonująca. Ale odrzucenie tego doświadczenia jako "tylko wyobraźni" byłoby niemożliwe bez bycia nieuczciwym w stosunku do tego, co czułem w tamtym czasie. Było to całkiem realne. Wszystko wyglądało jasno i wyraźnie, a ja byłem w stanie myśleć i mówić całkiem wyraźnie.
W artykule w New Scientist z 2000 roku ponownie o tym napisała:
To było nieco ponad trzydzieści lat temu, kiedy miałam dramatyczne doświadczenie poza ciałem, które przekonało mnie o realności zjawisk psychicznych i rozpoczęło moją krucjatę, aby pokazać tym zamkniętym w sobie naukowcom, że świadomość może sięgać poza ciało i że śmierć nie jest końcem. Zaledwie kilka lat starannych eksperymentów zmieniło to wszystko. Nie znalazłam żadnych zjawisk psychicznych - tylko myślenie życzeniowe, samooszukiwanie się, błędy eksperymentalne i czasami oszustwa. Stałam się sceptyczką.
Jest członkiem Committee for Skeptical Inquiry (dawniej CSICOP), a w 1991 roku otrzymała nagrodę CSICOP Distinguished Skeptic Award.
W artykule dla The Observer na temat paraliżu sennego Barbara Rowland napisała, że Blackmore "przeprowadził duże badania w latach 1996-1999 nad 'paranormalnymi' doświadczeniami, z których większość wyraźnie mieściła się w definicji paraliżu sennego".

## Memetyka
Susan Blackmore wiele wniosła do memetyki.
Blackmore traktuje memetykę jako prawdziwy replikator ewolucyjny, drugi, który podobnie jak genetyka podlega darwinowskiemu algorytmowi i podlega ewolucyjnym zmianom. Jej przewidywania dotyczące centralnej roli imitacji jako replikatora kulturowego oraz struktur neuronalnych, które muszą być unikalne dla ludzi, aby je ułatwiać, zostały ostatnio dodatkowo poparte badaniami nad neuronami lustrzanymi i różnicami w zakresie tych struktur między ludźmi a przypuszczalnie najbliższą gałęzią przodków małp człekokształtnych. W lutym 2008 roku podczas konferencji TED.